# Karl Wilhelm Skareen
Karl Wilhelm Skareen, (enl SDB Skarén) född Andersson 30 september 1866 i Skärvs församling, Skaraborgs län, död 2 maj 1924 i Skövde, var en svensk arbetare och politiker (socialdemokrat).
Skareen var ledamot av riksdagens andra kammare 1914-1917, invald i  Skaraborgs läns norra valkrets,